# Jaume Sobrequés
Jaume (Jaime) Sobrequés i Callicó (Gerona, 26 de julio de 1943) es un historiador y político español. 

## Biografía
Hijo del también historiador Santiago Sobrequés Vidal. Se licenció (1965) y doctoró (1970) en historia en la Universidad de Barcelona, donde fue profesor de Historia Medieval desde 1966. Posteriormente pasó a la Universidad Autónoma de Barcelona, donde es catedrático de Historia de Cataluña. 
En 1969 fue nombrado conservador del Instituto Municipal de Historia de Barcelona. Tras la dictadura fue director (1981-84) y posteriormente coordinador (1984-87) del plan de museos del Ayuntamiento de Barcelona. En 2000 fue nombrado director del Museo de Historia de Cataluña en substitución de Josep Maria Solé i Sabaté, ocupando el cargo hasta 2008, cuando le relevó Agustí Alcoberro. En 2009 fue el rector de la Universidad Catalana de Verano, a la cual ha seguido vinculado posteriormente como miembro del equipo rector. En 2012 fue nombrado director del Centro de Historia Contemporánea de Cataluña. 
Ha colaborado en múltiples publicaciones. Su obra escrita se centra en la divulgación de la historia de Cataluña. Con este fin, fundó las editoriales Base (1973) y Undarius (1976), para publicar obras históricas catalanas en facsímil. Entre sus libros destacan La guerra civil catalana del segle XV (1973), escrito en colaboración con su padre, y Antoni Rovira i Virgili. Història i pensament (2000), premio Carles Rahola de ensayo. Ha dirigido la Història de Barcelona (1991) editada por Enciclopèdia Catalana en ocho volúmenes y la continuación, desde el siglo XVII hasta la actualidad, de la Història Nacional de Catalunya de Rovira i Virgili (1976-84). 

### Como político
En 1977, en las primeras elecciones democráticas en España tras la dictadura, fue elegido senador por la provincia de Gerona por la coalición Entesa dels Catalans (formada principalmente por PSC, PSUC y ERC). Fue reelegido en las elecciones generales de 1979 por la coalición Nova Entesa (PSC y ERC). Ello le permitió ser miembro de la denominada Comissió dels vint (Comisión de los veinte) que redactó en el Parador de Sau el anteproyecto del Estatuto de Autonomía de Cataluña de 1979. Tras su vinculación como independiente con el Partit dels Socialistes de Catalunya (PSC), en 1982 ingresó como militante y en 1984 pasó a formar parte de la comisión ejecutiva del partido. Por los socialistas fue diputado en el Parlamento de Cataluña durante dos legislaturas (1988-1995). Pocos meses antes de las elecciones al Parlamento de Cataluña de 2010 anunció su baja del PSC, a la vez que mostró su apoyo a la candidatura de Convergència i Unió y a su proyecto soberanista para Cataluña.

### Como dirigente deportivo
Fue miembro de la junta directiva del FC Barcelona entre 1993 y 2000, durante el mandato de José Luis Núñez. Ocupó la vicepresidencia del club, así como la presidencia de la Comisión de Cultura y Museo primero (1993-98) y la Comisión de Cultura posteriormente (1998-2000). En 1994 publicó la Historia del FC Barcelona en seis volúmenes.

## Obras
- La Revolució de Setembre i la premsa humorística catalana (1965)
- La guerra civil catalana del segle XV (1973), con Santiago Sobrequés i Vidal
- El rei Jaume I i la Renaixença als Països Catalans (1981)
- Catalunya (1981), con L. M. de Puig
- El pacticisme a Catalunya (1982)
- L'Estatut de Catalunya 1979 (1982)
- Els catalans en els orígens històrics de Califòrnia (1991)
- Història del F.C. Barcelona (1994)
- Cartes creuades (1998), con Jaume Camps
- Antoni Rovira i Virgili. Història i pensament (2000)
- Itinerari de guerra i de postguerra d'un soldat republicà d'un exèrcit vençut: epistolari de Santiago Sobrequés i Vidal des del front de l'est i des del camp de concentració de Santander, 1938-1939 (2000)
- La fi del silenci: la recuperació de la Generalitat i el retorn de Tarradellas (2002)
- 1941: un opositor català durant el franquisme (2004)
- Manual d'autonomia: textos per a la reforma de l'Estatut de Catalunya (2003), con Mercè Morales
- Una inmensa prisión. Los campos de concentración y las prisiones durante la guerra civil y el franquismo (2003), con Carme Molinero y Margarida Sala
- Joan Margarit i Pau. La tràgica fi de l'Edat Mitjana a Catalunya (2006)
- Història de Catalunya (2007)
- Història de Barcelona (2008)
- La Generalitat a l'exili (2008), con Mercè Morales
- Hug Roger III. Epistolari de guerra i exili del darrer Comte de Pallars 1451-1500 (2008), con Ramon Sarobe
- L'Estatut de la Transició (2010)
- Cap a la llibertat. La llarga marxa de Catalunya cap a la independència (2013)